# Hellblazers
Hellblazers là một bộ phim kinh dị hành động của Mỹ năm 2022 do Justin Lee đạo diễn và có sự tham gia của Bruce Dern, Billy Zane, Tony Todd và Adrienne Barbeau.

## Diễn viên
- Bruce Dern trong vai Bill Unger
- Billy Zane trong vai Joshua
- Tony Todd trong vai Harry
- Adrienne Barbeau trong vai Georgia
- John Kassir trong vai Rick
- Meg Foster trong vai Mary
- Courtney Gains trong vai Bernard
- Danielle Gross trong vai Deanna
- Crash Buist trong vai Teddy

## Sản xuất
Quá trình quay phim diễn ra ở California và kết thúc vào tháng 2 năm 2020.

## Phát hành
Bộ phim được phát hành trên Tubi vào ngày 21 tháng 1 năm 2022.